# 小山荘のきらわれ者
『小山荘のきらわれ者』（こやまそうのきらわれもの）は、なかじ有紀による日本の漫画作品である。1985年から1988年まで約3年間、『LaLa』（白泉社）に連載され、ヒットした。2014年から、3年後の登場人物たちを描いた『小山荘のきらわれ者〜リターンズ〜』が、隔月刊誌『AneLaLa』（白泉社）で連載されている。

## 概要
神戸市にある下宿「小山荘」を舞台にした学園ラブストーリーであり、彰吾たち主人公が高校1年の春から高校2年の秋までが描かれている。
なかじが大学生の時に書いた作品であり、神戸市が舞台なのは通っていた神戸松蔭女子学院大学のあった場所だからである。「小山荘」は友人が通っていた大学のOB寮の名前であり、登場人物もほとんどがなかじの友人、知人から採っている。
大勢の正統派美形キャラが無邪気にじゃれ合う、女の子から見た理想の男関係を描いた点が、女子中高生に人気を博した。
月刊ベストセラーに名を並べるヒット作となり、『LaLa』1985年11月号、1986年3月号、5月号、11月号、1987年3月号、8月号、1988年4月号では表紙を飾っている。
連載完結後、後日談が『LaLa WinterClub』1989年2月10日号（高校2年のバレンタインデー前後）、『LaLa AutumnClub』1989年11月10日号（高校2年の秋）、『LaLa SummerClub』1990年8月10日号（高校3年の夏）に掲載され、単行本『STEP』として1冊にまとめられた。
2014年から、隔月刊誌『AneLaLa』（白泉社）で『小山荘のきらわれ者〜リターンズ〜』の連載が始まった。『STEP』から3年後の登場人物たちを描いているが、舞台は現代に移されている。

## あらすじ
1985年、父の守がアメリカへ転勤となったため、一人日本に残った松島彰吾は仙台市から、父の親友であるチャールズ・ダナ・グラントが経営する下宿である小山荘へ引っ越してきた。小山荘へ向かう途中、脚の綺麗な斎藤安古に出会って一目惚れ。楽しくなるという期待は膨らむばかりであったが、実は小山荘に空き部屋は無く、それでも彰吾を側に置きたいというチャールズは同い年の男の子の部屋に同居させるのであった。同居人の名は、高橋成介。同い年で無愛想で我儘な成介に振り回されつつ、いつしか彰吾は成介と親友と言われる関係になるとともに、小山荘と学校生活をエンジョイするのであった。

## 登場人物

### 小山荘別館の住人
松島 彰吾（まつしま しょうご）
誕生日：1969年8月16日。血液型：A型。身長：174cm。体重：58kg。
主人公。小山荘別館2号室の住人。転校後は桐嶋高校に通い、クラスは1-F、2-A。陸上部所属。
底抜けに明るく、優しくてお人好し。成介に殴られたり小間使い扱いされたり、エリーたちにいじられたりしても全くくじけない。
髪はサラサラ、まつ毛は上向き、肌はツヤツヤ、色白、華奢とルックスは女性の敵。高校時代は女装も披露している。顔は亡くなった母親にそっくり。小学3年で母親を亡くした後は父と二人暮らしであり、料理はうまい。
一目惚れした安古に高校2年の修学旅行で告白し、相思相愛となる。3年生の夏が舞台の番外編「STEP/3 BYE-BYE LOVER BOYS」では、エリーが出て行った後の1号室に移っている。
『リターンズ』では商学部の大学3回生。安古との仲は変わらずラブラブである。
高橋 成介（たかはし せいすけ）
誕生日：1969年5月12日。血液型：AB型。身長：182cm。体重：65kg。
小山荘別館2号室の住人で彰吾の同居人。彰吾とは2年連続クラスメイト。
口が悪く手も出す唯我独尊な暴君タイプ。実際は照れ屋でぶっきらぼうな性格。好き嫌いは多く、わがまま、天邪鬼。無愛想、無頓着、根暗なのに顔とスタイルは良いから、高校時代からモテまくりだった。股下は93cm。時間があれば透視図を描いている。
モデルクラブに所属しており、アルバイトで企業用通信販売雑誌『FOR MEN』のモデルをしているが、学校はアルバイトが禁止なため秘密にしている。
父親は有名な建築デザイナー、板垣勝巳。私生児なため、母・頼子と二人暮らしだったが、中学2年の時に母を亡くし、以後小山荘で一人暮らしをしている。
麻里のことが好きなのに口に出すことができなかったが、高校2年の7月に告白し、相思相愛となる。実は相当に独占欲が強い。
『リターンズ』では建築家の大学3回生。モデルのアルバイトも継続している。
斎藤 麻里（さいとう まり）
誕生日：1969年6月4日。血液型：O型。身長：159cm。体重：45kg。
小山荘別館3号室の住人。安古とは二卵性双生児の妹。ロングヘア。私立女子高に通っている。
成介とは幼馴染みであり、小学校も一緒。家を離れて小山荘で一人暮らしをしているのも、通う女子高が遠かったこともあるが、成介のことが好きだったから。素直でないところがあり、言葉もややきつめ。成介とは衝突ばかりしている。後に晴れて相思相愛となるが、なかなか態度に出さない成介にやきもきしている。成介と仲のよい彰吾に少し嫉妬している。
『リターンズ』では美容師見習い。成介とは食事を一緒にするなど、半同棲状態。
エリオット・F・チェンバレン
誕生日：1958年3月3日。血液型：O型。身長：186cm。体重：68kg。
小山荘別館1号室の住人。愛称エリー。イギリス国籍の金髪。職業はカラーコーディネーターで、著書もある。
男の子も女の子も好きという変態。彰吾のことが好きでちょっかいを出しては、彰吾本人に殴られたり、千夏に怒られたりしている。ただし、どこまで本気かは不明。
普段はふざけているが、小山荘の学生たちにとっては兄的ポジションにあり、失恋した千夏を慰めたり、悩む彰吾たちにアドバイスをしたりするなど、皆を見守っている。
番外編「STEP/3 BYE-BYE LOVER BOYS」では、仙台の企画会社と1年契約が決まり、小山荘を出ることとなる。
3年後が舞台となる『リターンズ』で神戸に戻り、小山荘の6号室に入居する。人気女の子ブランドの専属デザイナーとなっている。彰吾LOVEなところは変わらない。
篠崎 聡（しのざき さとる）
誕生日：1969年6月9日。血液型：O型。身長：182cm。体重：63kg。
小山荘別館6号室に新しく入った住人。加古川市に住んでいたが、アルバイトをするのに不便だったため、高校2年の春に空いた6号室へ入居するとともに桐嶋高校へ転入し、彰吾たちとクラスメイトになる。
成介と同じモデルクラブに所属している売れっ子モデル。モデルとして成長するための勉強は欠かさず、ナレーション資格もA級クラス。派手にモデル活動をしているため、瀬戸田に目を付けられている。
気さくな性格で、気配りを欠かさない。視力が0.3であり、普段は眼鏡を使用している。小山荘に引っ越してきて、麻里に一目惚れ。しかし麻里が成介を想っていることを知り、失恋する。
『リターンズ』ではフランスに行っている。
高浜 美奈（たかはま みな）
小山荘別館5号室の住人。未亡人で、ひとり息子の繭良と二人暮らし。
成介や聡が所属するモデルクラブの支社長。亡くなった夫は建築関係者だった。
高浜 繭良（たかはま まゆら）
小山荘別館5号室の住人。美奈の一人息子で、登場時は8か月。美奈が仕事の時は七海や麻里などに世話されている。
『リターンズ』では小学2年生。麻里のことが好きで、成介を敵視している。
桜井（さくらい）
小山荘別館4号室の住人。名前は不明。個人タクシー運転手。やもめ。登場回数は少ないが、小山荘全体のイベントには参加している。
細川、太田（ほそかわ、おおた）
小山荘別館6号室の住人。二人で同居している芸短大2年生。卒業後、就職先の都合で小山荘を離れる。

### 小山荘本館の住人
千夏・ダナ・グラント（ちなつ - ）
誕生日：1971年8月4日。血液型：A型。身長：154cm。体重：40kg。
小山荘別館の家主であるチャールズ夫妻の一人娘。小山荘本館2階に住んでいる。小山荘のマスコット的存在。彰吾たちとは学年が2つ下で、麻里と同じ学校に通っている。
少し内気で繊細な、しかし優しい性格。普段は小山荘本館1階の喫茶店「Café LITTLE MOUNTAIN」を手伝っている。
小さい頃一緒に遊び、10年ぶりに再会した彰吾をずっと想い、海水浴に行ったときに告白するも、彰吾が安古のことを好きなことに気付いており、失恋した。
『リターンズ』では大学1回生。喫茶店を手伝うのは変わらず。
チャールズ・ダナ・グラント
小山荘別館の家主。小山荘本館2階に住んでいる。アメリカ人で、本職は貿易商。
彰吾の父親である守とは、守がニューヨークへ留学したときからの親友関係。彰吾が母親の佐和子を亡くしたときは、仕事がある守の代わりに彰吾を世話していた。
妻の七美とは今でも仲が良く、千夏が恥ずかしがるほどである。
七美・グラント（ななみ - ）
チャールズの妻。小山荘本館2階に住んでいる。小山荘本館1階の喫茶店「Café LITTLE MOUNTAIN」で料理を担当している。
旧姓は「小山」であり、「小山荘」の名前もここから来ている。

### 高校の友人及び関係者
斎藤 安古（さいとう あこ）
誕生日：1969年6月4日。血液型：O型。身長：159cm。体重：46kg。
桐嶋高校に通い、彰吾たちと同級生、後にクラスメイト。クラスは1-E、2-A。麻里とは二卵性双生児の姉。料理クラブ所属。
性格は快活で、周囲に友人も多い。家事が大好きで、汚れている物を見ると片付けて掃除を始めてしまう。料理は大の得意で自分でもよく食べるが、太らない体質で羨ましがられている。
陸上部の顧問である奥田先生が好きだったが、奥田先生は結婚してしまい失恋。その後、何かにつけ気にかけてくれる優しい省吾のことが好きになり、修学旅行で両想いとなる。
なかじには珍しいショートカットのヒロインで、ファンであった小泉今日子みたいにしようと思って描いている。
『リターンズ』では大学3回生。彰吾とラブラブなのは変わらず。
北原 慶彦（きたはら よしひこ）
誕生日：1970年1月11日。血液型：O型。身長：173cm。体重：51kg。
省吾のクラスメイトで、クラスは1-F、2-A。演劇部所属。
仙台市出身で、中学2年の時は彰吾のクラスメイトだったが、神戸へ転校していた。元気だがお調子者で、ひょうきんな性格。転校してきた彰吾と最初に友だちとなる。
芝居に真剣に取り組んでいる。初の大舞台は、女装してのお姫さま。以後も時々女装をしている。
学園祭へ遊びに来た千夏に一目惚れ。千夏が失恋したときも、自分が失恋したことを知ったにもかかわらず優しく慰めていた。その後もアタックを続け、読み切り「STEP/3 BYE-BYE LOVER BOYS」ではようやく告白して結ばれたかのように見えたが、『リターンズ』では未だその想いが届いていない。
『リターンズ』では、劇団パッションの座長。一人暮らしで、よく小山荘へ朝食を食べに来る。
山本 千恵美（やまもと ちえみ）
安古のクラスメイトで親友。手芸部所属。ミーハーで、イケメン好きを自認。転校してきた篠崎のことを想い、バレンタインにチョコを贈っている。
『リターンズ』では、誠司という男性と結婚式を挙げた。
杉本 裕史（すぎもと ひろふみ）
慶彦が所属する演劇部の3年生で、部長。慶彦に目をかけている。
梶原 君枝（かじわら きみえ）
彰吾が所属する陸上部のマネージャーで、1年後輩。彰吾のことが好きだが、告白する前に彰吾が安古と恋人同士になって失恋してしまう。
奥田 豊弘（おくだ とよひろ）
桐嶋高校の教師で、担当は地理と政経。彰吾たちの2年連続担任となる。陸上部の顧問で、安古の初恋の相手。頼れる兄貴タイプで、生徒にも人気が高い。彰吾たちが2年生の6月、大学時代の同級生だった加代子と結婚する。
瀬戸井（せこい）
桐嶋高校の女性教師で学年主任。老けて見えるが、（彰吾たちが2年生時点で）まだ38歳。厳格な性格で、いつも騒がしい小山荘の住人たちに目を付けている。

### 登場人物の親族
松島 守（まつしま まもる）
彰吾の父親。彰吾が高校1年の時にニューヨーク勤務となる。高校2年の秋に日本へ戻り、仙台支社長となる。
彰吾は17歳の時の子供であり、いまだに若くイケメン。モテているが、亡くなった妻を今でも想っている。
『リターンズ』では仙台市のマンションに一人暮らし。
松島 佐和子（まつしま さわこ）
彰吾の母親。故人。彰吾は17歳の時の子供。彰吾が小学3年生の時に亡くなっている。ただし『リターンズ』では守がやもめ歴17年とあるため、設定が変わっている。
板垣 勝巳（いたがき かつみ）
成介の父親。有名な建築デザイナー。家は東京にある。家族を大事にしながらも、成介のことも気にかけている。
板垣 祐平（いたがき ゆうへい）
誕生日：1969年10月14日 。血液型：O型。身長：178cm。体重：65kg。
勝巳の息子。成介とは同い年の異母弟となる。家に送られてくる『FOR MEN』で成介のことを知っており、修学旅行先で偶然出会った成介に喧嘩を売るも、後に仲直りする。

## 舞台
小山荘は神戸市内にある。本館の1Fは喫茶店「Café LITTLE MOUNTAIN」であり、2Fと3F（屋根裏）はグラント家が住んでいる。別館が下宿館となっており、1-3号室が2階、4-6号室は1階にある。月曜から金曜は喫茶店で、セルフサービスの朝食が付いている。

## 書籍情報

### コミックス
- 『小山荘のきらわれ者』 白泉社〈花とゆめコミックス〉 全7巻
  1. 1985年12月16日発売、ISBN 978-4-592-11414-7
  2. 1986年07月17日発売、ISBN 978-4-592-11415-4
  3. 1986年10月17日発売、ISBN 978-4-592-11416-1
  4. 1987年03月19日発売、ISBN 978-4-592-11417-8
  5. 1987年08月19日発売、ISBN 978-4-592-11418-5
  6. 1988年01月19日発売、ISBN 978-4-592-11419-2
  7. 1988年06月17日発売、ISBN 978-4-592-11420-8

- 『STEP 小山荘のきらわれ者番外編』 白泉社〈花とゆめコミックス〉 全1巻
  1. 1991年02月25日発売、ISBN 978-4-592-12150-3

- 『小山荘のきらわれ者〜リターンズ〜』 白泉社〈花とゆめコミックス〉 全2巻（2015年6月23日現在）
  1. 2015年07月03日発売、ISBN 978-4-592-19566-5[25]
  2. 2016年03月04日発売、ISBN 978-4-592-19567-2[26]

### 文庫
- 『小山荘のきらわれ者』白泉社〈白泉社文庫〉 全4巻
  1. 1998年09月11日発売、ISBN 978-4-592-88237-4[27]
  2. 1998年09月11日発売、ISBN 978-4-592-88238-1[28]
  3. 1998年12月15日発売、ISBN 978-4-592-88239-8[29]
  4. 1998年12月11日発売、ISBN 978-4-592-88240-4[30]

## 関連商品
『小山荘のきらわれ者 オリジナルアルバム』
発売 - 1988年2月5日 / LD32-5064 / フューチャーランド
ユーメックス制作のサウンドトラック。全曲の作編曲を百石元が担当している。全11曲収録、うちボーカルは6曲で、伊東じゅん、石岡美紀、百石元がそれぞれ2曲ずつ担当している。